# 季奇基夫 (納羅季奇區)
51°21′26″N 29°13′20″E / 51.35722°N 29.22222°E
季奇基夫（烏克蘭語：Тичків），是烏克蘭北部的村莊，隸屬日托米爾州的科羅斯滕區。該村面積0.42平方公里，海拔高度149米，2001年人口37，人口密度每平方公里88.1人。